# Synallaxe à calotte rayée
Cranioleuca pyrrhophia
Espèce
Répartition géographique
Statut de conservation UICN

 LC  : Préoccupation mineure
Le Synallaxe à calotte rayée (Cranioleuca pyhrrhophia) est une espèce de passereaux de la famille des Furnariidae.

## Répartition et sous-espèces
Selon la classification de référence du Congrès ornithologique international (15.1, 2025) il se répartit en trois sous-espèces (ordre phylogénique) :
- C. p. rufipennis (Sclater & Salvin, 1879) — ouest de la Bolivie ;
- C. p. striaticeps (d'Orbigny & Lafresnaye, 1837) — centre de la Bolivie ;
- C. p. pyrrhophia (Vieillot, 1818) — du sud de la Bolivie au centre de l'Argentine et la région Sud (Brésil).